# Il piccolo saltimbanco
Il piccolo saltimbanco (Circus Days) è un film muto del 1923 diretto da Edward F. Cline. La sceneggiatura si basa su Toby Tyler; or, Ten Weeks With a Circus di James Otis, un romanzo pubblicato a New York nel 1881.
Il film ha come protagonista il piccolo Jackie Coogan (1914-1984), all'epoca uno dei più celebri attori bambini del mondo, diventato popolarissimo un paio di anni prima con Il monello di Charlie Chaplin.

## Trama
Toby Tyler fugge da casa, da uno zio crudele, unendosi a un circo dove trova lavoro come venditore di limonate. Pieno di talento, Toby viene scoperto e debutta come clown, diventando presto una stella del circo.

## Produzione
Il film fu prodotto dalla Sol Lesser Productions.

## Distribuzione
Il copyright del film fu registrato il 10 luglio 1923 con il numero LP19194.
Distribuito dall'Associated First National Pictures, il film - presentato da Sol Lesser - uscì nelle sale cinematografiche statunitensi il 30 luglio 1923.
La pellicola fu considerato perduta per molti anni, finché non ne venne ritrovata una copia in positivo negli archivi russi della Gosfilmofond. Trascritta in digitale, è stata donata alla Library of Congress di Washington e presentata il 20 ottobre 2010.